# Crunchyroll Anime Awards
Les Crunchyroll Anime Awards, également connus simplement sous le nom de The Anime Awards, sont des prix décernés chaque année par le service de streaming d'anime Crunchyroll pour récompenser les meilleurs animes de l'année précédente. Annoncés en décembre 2016, les prix ont été décernés pour la première fois en janvier 2017. Crunchyroll les décrit comme un « événement mondial qui reconnaît les émissions d'anime, les personnages et les artistes que les fans du monde entier aiment le plus. »
La 7e cérémonie s'est tenue physiquement le 4 mars 2023 à Tokyo, au Japon. Cyberpunk: Edgerunners a remporté le prix de l'anime de l'année.

## Processus
Les prix comportent deux tours de scrutin. Lors du premier tour, chaque juge soumettra jusqu'à cinq candidats par catégorie. Les six candidats qui auront obtenu le plus grand nombre de nominations cumulées de la part du jury seront inclus dans la liste finale. Pendant la période de vote, qui dure une semaine, le public peut choisir un seul candidat par catégorie et par jour. Les gagnants de chaque catégorie sont ceux qui ont reçu le plus de votes de la part des juges et du public.
Tout anime produit principalement au Japon et sorti légalement à la télévision ou en ligne au Japon entre novembre des deux années précédentes et septembre de l'année écoulée est éligible. Cela signifie que, pour la 7e édition, tous les animes sortis entre novembre 2021 et septembre 2022 sont éligibles,.
L'ensemble des catégories présentées change à chaque édition. La 7e édition, par exemple, comportait 31 catégories.

## Catégories

### Distinctions actuelles
- Anime de l'année (depuis 2017)
- Meilleur personnage principal (depuis 2023)
- Meilleur second rôle (depuis 2023)
- Personnage "Doit protéger à tout prix" (depuis 2023)
- Meilleur Opening (depuis2017)
- Meilleur Ending (depuis2017)
- Meilleure chanson d'anime (since 2023)
- Meilleure performance de l'AV (JP) (depuis 2019)
- Meilleure performance de l'AV (EN) (depuis 2019)
- Meilleure performance de l'AV (DE) (depuis 2022)
- Meilleure performance de l'AV (FR) (depuis 2022)
- Meilleure performance de l'AV (LA) (depuis 2022)
- Meilleure performance de l'AV (SP) (depuis 2022)
- Meilleure performance de l'AV (PT) (depuis 2022)
- Meilleure performance de l'AV (AR) (depuis 2023)
- Meilleure performance de l'AV (IT) (depuis 2023)
- Meilleur Directeur (since 2019)
- Meilleur Directeur Artistique(since 2024)
- Meilleure cinématographie (depuis 2024)
- Meilleure animation (depuis 2017)
- Meilleur film (2018-2019 ; depuis 2022)
- Meilleure série continue (2018-2019 ; depuis 2023)
- Meilleure nouvelle série (depuis 2023)
- Meilleur anime original (depuis 2023)
- Meilleur design de personnage (depuis 2019)
- Meilleure série dramatique (depuis 2017)
- Meilleure comédie (depuis 2017)
- Meilleure partition (depuis 2018)
- Meilleure Fantasy (depuis 2020)
- Meilleure action (2017-2018 ; depuis 2022)
- Meilleure romance (depuis 2022)
- Meilleure tranche de vie (2018 ; depuis 2024)

### Distinctions spéciales
- Prix de l'icône de l'industrie (2018-2020)
- Prix de la réalisation spéciale (depuis 2023)
- Prix du présentateur (depuis 2023)

### Anciennes distinctions
- Meilleur Protagoniste (2017-2022)
- Meilleur antagoniste (2017-2022)
- Meilleur garçon (2017-2022)
- Meilleure fille (2017-2022)
- Meilleure scène de combat (2017-2022)
- Scène la plus réconfortante (2017)
- Meilleure image de synthèse (2018)
- Meilleur Manga (2018)
- Meilleur couple (2017-2018 ; 2020-2021)

Les prix « Héros de l'année » et « Méchant de l'année » ont été renommés respectivement « Meilleur héros » et « Meilleur méchant » en 2018. Cependant, ils ont été renommés à nouveau en 2019 en tant que « Meilleur Protagoniste » et « Meilleur Antagoniste » respectivement. Lors de la même édition, les prix « Meilleure ouverture » et « Meilleure fin » ont également été renommés « Meilleure séquence d'ouverture » et « Meilleure séquence de fin ».

## Éditions
| Cérémonie                                | Date            | Anime de l'année                |
| ---------------------------------------- | --------------- | ------------------------------- |
| 1re édition des Crunchyroll Anime Awards | 28 janvier 2017 | Yuri on Ice                     |
| 2e édition des Crunchyroll Anime Awards  | 24 février 2018 | Made in Abyss                   |
| 3e édition des Crunchyroll Anime Awards  | 16 février 2019 | Devilman Crybaby                |
| 4e édition des Crunchyroll Anime Awards  | 15 février 2020 | Demon Slayer: Kimetsu no Yaiba  |
| 5e édition des Crunchyroll Anime Awards  | 19 février 2021 | Jujutsu Kaisen                  |
| 6e édition des Crunchyroll Anime Awards  | 9 février 2022  | L'Attaque des Titans : Saison 4 |
| 7e édition des Crunchyroll Anime Awards  | 4 mars 2023     | Cyberpunk: Edgerunners          |
| 8e édition des Crunchyroll Anime Awards  | 2 mars 2024     | Jujutsu Kaisen : Saison 2       |
| 9e édition des Crunchyroll Anime Awards  | 25 mai 2025     | Solo Leveling                   |

## Récompenses et nominations

### Séries

#### Séries ayant remporté au moins 5 nominations
| Nominations | Titre                                                  |
| ----------- | ------------------------------------------------------ |
| 44          | L'Attaque des Titans                                   |
| 44          | Jujutsu Kaisen                                         |
| 40          | Demon Slayer: Kimetsu no Yaiba                         |
| 28          | My Hero Academia                                       |
| 26          | Spy × Family                                           |
| 25          | Chainsaw Man                                           |
| 25          | Ranking of Kings                                       |
| 23          | Mob Psycho 100                                         |
| 18          | Kaguya-sama: Love Is War                               |
| 15          | Vinland Saga                                           |
| 14          | JoJo's Bizarre Adventure                               |
| 13          | Cyberpunk: Edgerunners                                 |
| 12          | Oshi no Ko                                             |
| 11          | Beastars                                               |
| 11          | Made in Abyss                                          |
| 11          | Megalo Box                                             |
| 11          | My Dress-Up Darling                                    |
| 11          | Odd Taxi                                               |
| 11          | Wonder Egg Priority                                    |
| 10          | Bocchi the Rock!                                       |
| 10          | Great Pretender                                        |
| 10          | Keep Your Hands Off Eizouken!                          |
| 9           | The Ancient Magus Bride                                |
| 9           | Carole & Tuesday                                       |
| 9           | Fruits Basket                                          |
| 9           | Kabaneri of the Iron Fortress                          |
| 8           | Aggretsuko                                             |
| 8           | Hell's Paradise                                        |
| 8           | Lycoris Recoil                                         |
| 8           | Miss Kobayashi's Dragon Maid                           |
| 8           | The Promised Neverland                                 |
| 8           | Sarazanmai                                             |
| 7           | 86                                                     |
| 7           | Devilman Crybaby                                       |
| 7           | March Comes in like a Lion                             |
| 7           | One Piece                                              |
| 7           | Re:Zero − Re:ivre dans un autre monde à partir de zéro |
| 7           | Tower of God                                           |
| 7           | Yuri on Ice                                            |
| 6           | Dorohedoro                                             |
| 6           | Dr. Stone                                              |
| 6           | Erased                                                 |
| 6           | Komi Can't Communicate                                 |
| 6           | L'È re des cristaux                                    |
| 6           | Little Witch Academia                                  |
| 6           | Tokyo Revengers                                        |
| 6           | Violet Evergarden                                      |
| 6           | Vivy: Fluorite Eye's Song                              |
| 6           | Zom 100: Bucket List of the Dead                       |
| 5           | Le Rakugo ou la vie                                    |
| 5           | Dragon Ball Super                                      |
| 5           | A Journey beyond Heaven                                |
| 5           | SK8 the Infinity                                       |
| 5           | Ya Boy Kongming!                                       |
| 5           | Zombie Land Saga                                       |

#### Séries ayant remporté plusieurs prix
| Prix | Titre                                                   |
| ---- | ------------------------------------------------------- |
| 22   | Jujutsu Kaisen                                          |
| 19   | Demon Slayer: Kimetsu no Yaiba                          |
| 17   | L'Attaques des Titans                                   |
| 15   | My Hero Academia                                        |
| 10   | Spy x Family                                            |
| 9    | Solo Leveling                                           |
| 7    | Yuri on Ice                                             |
| 6    | Spy × Family                                            |
| 6    | Kaguya-sama: Love Is War                                |
| 4    | Frieren                                                 |
| 4    | One Piece                                               |
| 4    | Mob Psycho 100                                          |
| 4    | Re:Zero − Re:vivre dans un autre monde à partir de zéro |
| 3    | Dandadan                                                |
| 2    | Cyberpunk: Edgerunners                                  |
| 2    | Devilman Crybaby                                        |
| 2    | Dr.Stone                                                |
| 2    | Erased                                                  |
| 2    | Hori-san to Miyamura-kun                                |
| 2    | JoJo's Bizarre Adventure                                |
| 2    | Keep Your Hands Off Eizouken!                           |
| 2    | Made in Abyss                                           |
| 2    | Miss Kobayashi's Dragon Maid                            |
| 2    | Odd Taxi                                                |
| 2    | Ranking of Kings                                        |
| 2    | That Time I Got Reincarnated as a Slime                 |
| 2    | The Promised Neverland                                  |
| 2    | The Rising of the Shield Hero                           |

### Films

#### Films ayant remporté au moins deux nominations
| Nominations | Titre                                                          |
| ----------- | -------------------------------------------------------------- |
| 6           | Suzume                                                         |
| 4           | Demon Slayer: Kimetsu no Yaiba, Le Film - Le Train de l'Infini |
| 4           | Jujutsu Kaisen 0                                               |
| 4           | One Piece Film: Red                                            |
| 3           | Dragon Ball Super: Super Hero                                  |
| 3           | Evangelion: 3.0+1.0 Thrice Upon a Time                         |
| 2           | A Silent Voice                                                 |
| 2           | Belle                                                          |
| 2           | Digimon Adventure: Last Evolution Kizuna                       |

#### Films ayant remporté au moins deux prix
| Prix | Titre                                                          |
| ---- | -------------------------------------------------------------- |
| 3    | Demon Slayer: Kimetsu no Yaiba, Le Film - Le Train de l'Infini |
| 3    | Jujutsu Kaisen 0                                               |

### Dossiers (à partir de janvier 2024)

#### Nominations
- L'Attaque des Titans et Jujutsu Kaisen a obtenu le plus grand nombre de nominations chaque année avec 44.
- Chainsaw Man a obtenu le plus grand nombre de nominations en une seule année/édition (8e) avec 25.
- Megalo Box and Wonder Egg Priority sont les deux séries animées qui ont reçu le plus grand nombre de nominations (11), sans remporter de victoire.
  - Wonder Egg Priority est la seule série animée originale à avoir reçu le plus grand nombre de nominations sans remporter de prix et n'a pas été nommée dans la catégorie "Anime de l'année".
- Suzumea obtenu le plus grand nombre de nominations pour des films avec 6.
- Jujutsu Kaisen a obtenu le plus grand nombre de nominations pour une franchise avec 48.

#### Gagnants
- My Hero Academia a remporté le plus grand nombre de victoires chaque année avec 15.
  - Lors de la 2ème édition, My Hero Academia a presque balayé toutes les catégories à l'exception de l'Anime de l'année, et a remporté le plus grand nombre de victoires en une seule année avec 8, dont un Industry Icon Award pour Christopher Sabat, qui a exprimé All Might ainsi que Vegeta et Piccolo de la franchise Dragon Ball[8].
- Lors de la cérémonie inaugurale, Yuri on Ice a balayé les sept nominations, y compris celle de l'Anime de l'année, au milieu de la controverse des fans[9].
- Demon Slayer : Kimetsu no Yaiba – Le film : Mugen Train et Jujutsu Kaisen 0 ont remporté le plus de victoires pour un film avec 3.
- Cyberpunk : Edgerunners est la première adaptation animée de jeux vidéo à remporter la catégorie Anime de l'année, basée sur un jeu vidéo Cyberpunk 2077 du studio polonais de développement de jeux vidéo CD Projekt Red .
- Demon Slayer : Kimetsu no Yaiba a remporté le plus de victoires pour une franchise avec 17.